# Zbigniew Krasniak
Zbigniew Krasniak, né le 18 avril 1957 à Biszcza (Pologne), est un coureur cycliste français ayant pratiqué le cyclisme sur route, le VTT cross-country et le cyclo-cross. Il est de nationalité polonaise jusqu'en 1986, année où il obtient la nationalité française. Il est champion de France de VTT cross-country 1993,. Sa fille, Julie est multiple championne de France de cyclisme.

## Palmarès sur route
- Amateur
  - 1982-1983 : 26 victoires[3]
- 1982
  - 2e du Grand Prix des Foires d'Orval
  - 3e de la Flèche d'or européenne (avec Régis Simon)
- 1983
  - Circuit des Mines  :
    - Classement général
    - 4e étape (contre-la-montre)

  - Tour de La Réunion
  - 2e du Tour de la Haute-Marne
- 1984
  - 3e du Circuit des Mines
  - 3e du Tour de Franche-Comté
  - 3e du Tour de la Moyenne Alsace
- 1985
  - 1re et 4e (contre-la-montre) étapes du Tour de la Moyenne Alsace[3]
  - Boucles de la Mayenne :
    - Classement général
    - 1re étape
- 1987
  - Grand Prix des Carreleurs
  - Tour de Moselle :
    - Classement général
    - 4e étape

  - 2e du championnat de Lorraine sur route
  - 3e du Grand Prix des Artisans de Manternach
- 1988
  - 2e étape du Tour du Tarn-et-Garonne
  - 2e des Boucles de la CSGV
  - 2e de la Nocturne de Bar-sur-Aube
- 1989
  - Boucles de la CSGV
  - 3e du Circuit des Mines
- 1990
  - 3e du championnat de Lorraine sur route
- 1992
  - Champion de Lorraine sur route
- 1998
  - 2e du championnat de France vétérans[3]

## Palmarès en VTT

### Championnats de France
- Champion de France de VTT cross-country 1993

## Palmarès en cyclo-cross
- 1987
  - Champion de Lorraine de cyclo-cross
- 1988
  - Champion de Lorraine de cyclo-cross